# کریستال لیک (کنتیکت)
کریستال لیک (به انگلیسی: Crystal Lake) یک منطقهٔ مسکونی در ایالات متحده آمریکا است که در Ellington واقع شده‌است. کریستال لیک ۱٬۹۴۵ نفر جمعیت دارد.